# IO Interactive
IO Interactive (IOI) er et dansk firma, der udvikler computerspil. Firmaet er mest kendt for Hitman-serien, men står også bag spillet Freedom Fighters- og Kane & Lynch-spillene.
IO Interactive baserer deres spil på Glacier-spilmotoren, der er udviklet af firmaet selv.
Firmaet blev grundlagt i September 1998 og var et joint venture mellem det syv-mands udviklings team Reto-moto og Nordisk Film. IO Interactive blev købt af Eidos Interactive for GB£23 million i  Marts 2004, som dog senere selv blev købt af Square Enix og blev omdøbt Square Enix Europe i 2009. I Maj 2017 stoppede Square Enix med at finansiere IO Interactive, og søgte en ny køber. IO Interactive lavede et ledelsesopkøb i juni 2017, og var atter en uafhængig spiludvikler og beholdte rettighederne for Hitman-serien og Freedom Fighters-serien. IO Interactive har 200 mennesker ansat per. Januar 2021 og opererer med to datterstudioer: IOI Malmö i Malmö, Sverige og IOI Barcelona i Barcelona, Spanien.

## Spil udviklet af IO Interactive
| år   | Titel                     | Platform(s) | Platform(s) | Platform(s) | Platform(s) | Platform(s) | Platform(s) | Platform(s) |      |     |     |     |        |      |
| år   | Titel                     | NGC         | PS2         | PS3         | Wii         | Win         | Xbox        | X360        | Xone | PS4 | PS5 | Xsx | Stadia | NinS |
| ---- | ------------------------- | ----------- | ----------- | ----------- | ----------- | ----------- | ----------- | ----------- | ---- | --- | --- | --- | ------ | ---- |
| 2000 | Hitman: Codename 47       | Nej         | Nej         | Nej         | Nej         | Ja          | Nej         | Nej         | Nej  | Nej | Nej | Nej | Nej    | Nej  |
| 2002 | Hitman 2: Silent Assassin | Ja          | Ja          | Ja          | Nej         | Ja          | Ja          | Ja          | Nej  | Nej | Nej | Nej | Nej    | Nej  |
| 2003 | Freedom Fighters          | Ja          | Ja          | Nej         | Nej         | Ja          | Ja          | Ja          | Nej  | Nej | Nej | Nej | Nej    | Nej  |
| 2004 | Hitman: Contracts         | Nej         | Ja          | Ja          | Nej         | Ja          | Ja          | Ja          | Nej  | Nej | Nej | Nej | Nej    | Nej  |
| 2006 | Hitman: Blood Money       | Nej         | Ja          | Ja          | Nej         | Ja          | Ja          | Ja          | Nej  | Nej | Nej | Nej | Nej    | Nej  |
| 2007 | Kane & Lynch: Dead Men    | Nej         | Nej         | Ja          | Nej         | Ja          | Nej         | Ja          | Nej  | Nej | Nej | Nej | Nej    | Nej  |
| 2009 | Mini Ninjas               | Nej         | Nej         | Ja          | Ja          | Ja          | Nej         | Ja          | Nej  | Nej | Nej | Nej | Nej    | Nej  |
| 2010 | Kane & Lynch 2: Dog Days  | Nej         | Nej         | Ja          | Nej         | Ja          | Nej         | Ja          | Nej  | Nej | Nej | Nej | Nej    | Nej  |
| 2012 | Hitman: Absolution        | Nej         | Nej         | Ja          | Nej         | Ja          | Nej         | Ja          | Nej  | Nej | Nej | Nej | Nej    | Nej  |
| 2016 | Hitman                    | Nej         | Nej         | Nej         | Nej         | Ja          | Nej         | Nej         | Ja   | Ja  | Ja  | Ja  | Nej    | Nej  |
| 2018 | Hitman 2                  | Nej         | Nej         | Nej         | Nej         | Ja          | Nej         | Ja          | Ja   | Ja  | Ja  | Ja  | Nej    | Nej  |
| 2021 | Hitman 3                  | Nej         | Nej         | Nej         | Nej         | Ja          | Nej         | Nej         | Ja   | Ja  | Ja  | Ja  | Ja     | Ja   |

## Ekstern henvisning
- IO Interactive